# 뉴모피즘

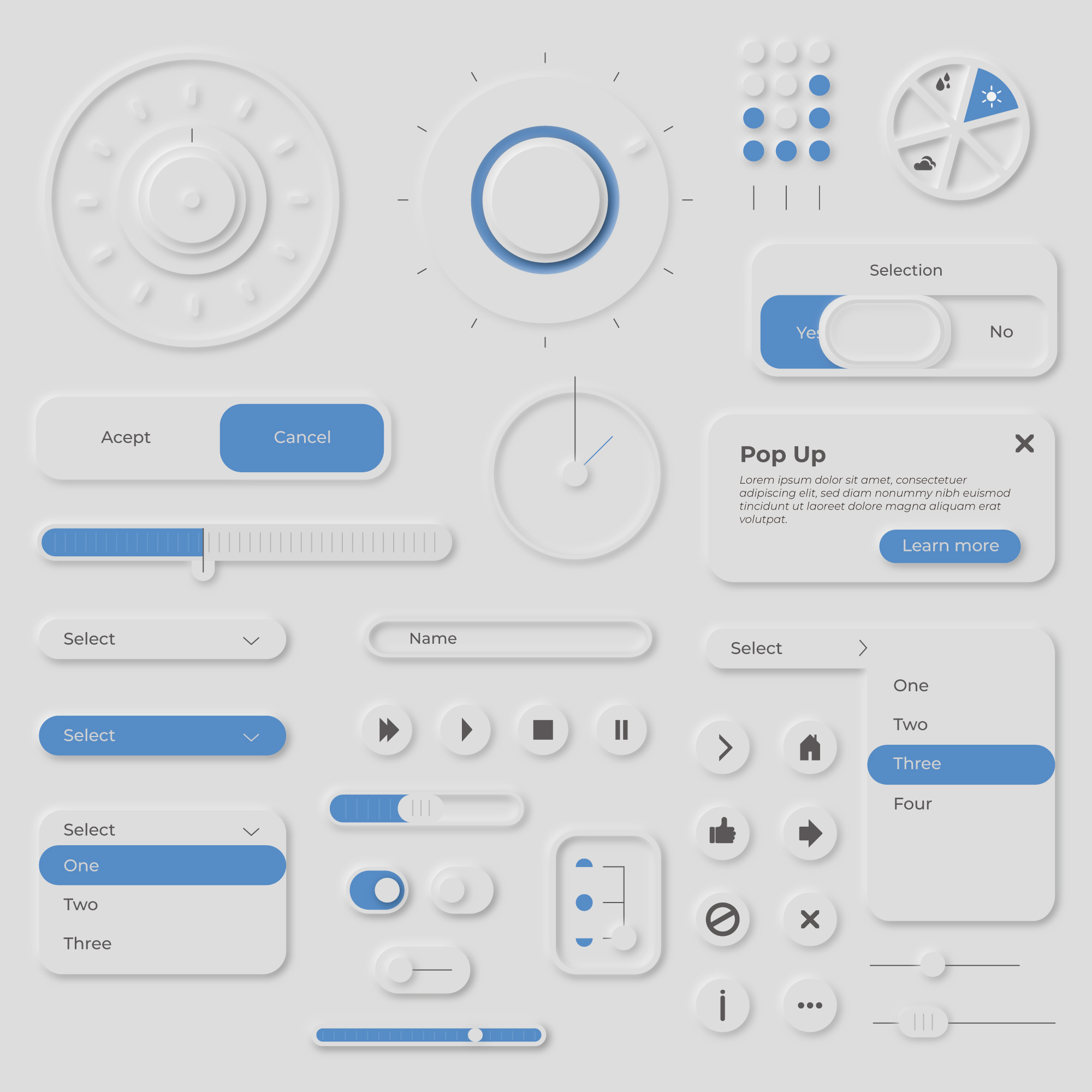
뉴모피즘의 예시.

뉴모피즘(neumorphism)은 그래픽 사용자 인터페이스에서 사용되는 디자인 스타일이다. 일반적으로 부드럽고 가벼운 외관(그래서 때로는 소프트 UI라고도 불린다)과 함께 요소가 배경 위에 떠 있는 것처럼 보이는 대신 배경에서 튀어나오거나 배경 안으로 들어가 있는 것처럼 보이는 특징을 가지고 있다. 때로는 스큐어모피즘과 플랫 디자인 사이의 중간으로 간주되기도 한다.

## 역사
뉴모피즘이라는 용어는 2019년 제이슨 켈리가 네오와 스큐어모피즘의 혼성어로 만들었으며, 스큐어모피즘의 준 부활로서의 역할을 강조한다. 많은 뉴모피즘 디자인 개념은 알렉산더 플류토에게서 비롯되었는데, 그는 다양한 뉴모피즘 디자인 요소들을 보여주는 온라인 뱅킹 앱의 실물 모형을 만들었다. 그는 이것을 웹사이트 드리블 (웹사이트)에 게시했고, 그곳에서 빠르게 조회수 3,000회를 기록하며 큰 인기를 얻었다.
2020년 11월 12일, 애플은 macOS 빅서를 출시했다. 이 업데이트에는 아이콘과 투명 사용 등 뉴모피즘을 특징으로 하는 그래픽 디자인이 포함되었다.
2025년 6월 9일, 애플은 IOS, IPadOS, MacOS, WatchOS, TvOS, VisionOS 운영체제를 위한 새로운 리퀴드 글래스 디자인 언어를 도입했다.

## 특징 및 목적
뉴모피즘은 부드럽고 가벼운 외관을 특징으로 하는 미니멀리즘의 한 형태로, 종종 낮은 대비를 가진 파스텔 색을 사용한다. 요소는 일반적으로 배경과 동일한 색상이며, 요소 주변의 그림자와 하이라이트로만 구별된다. 이것은 요소들이 배경에서 "튀어나오거나" 또는 배경 안으로 들어가 있는 것처럼 보이게 한다.
디자이너들은 뉴모피즘이 스큐어모피즘과 플랫 디자인 사이의 중간 지점을 제공하기 때문에 뉴모피즘의 모양과 느낌을 선호할 수 있다. 구체적으로, 깔끔하고 미니멀리즘을 고수하면서도 그럴듯하게 사실적으로 보이도록 하는 것을 목표로 한다.

## 비판
뉴모피즘은 특히 접근성 부족, 구현의 어려움, 낮은 대비, 그리고 특정 브랜드와의 비호환성 등으로 많은 비판을 받았다.

## 같이 보기
- 에어로 (사용자 인터페이스)
- 아쿠아 (사용자 인터페이스)
- 리퀴드 글래스